# Langisjór-tó
A Langisjór-tó az Izlandi-felföldön található, Izland szigetén. Körülbelül 20 kilométer hosszú és több, mint két kilométer széles, míg vízfelszíne nagyjából 26 négyzetkilométer. Összehasonlításképpen a Velencei-tó vízfelülete is nagyjából 26 négyzetkilométert tesz ki. A tó legmélyebb pontján 75 méter mély. 
A tó igencsak távol esik a lakott területektől, mivel a Vatnajökull délnyugati szélénél található, mintegy 670 méteres tengerszint feletti magasságban. A kormány tervei szerint a tavon egy ipari hasznosítású gátat szerettek volna létrehozni, de a környezetvédők aggodalmukat fejezték ki a tervekkel kapcsolatban.

## Fordítás
Ez a szócikk részben vagy egészben  a   Langisjór című angol Wikipédia-szócikk ezen változatának fordításán alapul.  Az eredeti cikk szerkesztőit annak laptörténete sorolja fel. Ez a jelzés csupán a megfogalmazás eredetét és a szerzői jogokat jelzi, nem szolgál a cikkben szereplő információk forrásmegjelöléseként.